# Jona Teichmann
Jona Teichmann (* 1963 in Mettmann) ist eine deutsche Journalistin und Programmdirektorin des Deutschlandradios.

## Werdegang
Teichmann studierte nach dem Abitur am Gymnasium Hochdahl an der Universität Dortmund Journalistik und Politikwissenschaften. 1986 kam sie zum WDR und war zunächst als Volontärin in der Hauptabteilung Aktuelles von WDR 2 tätig. Ab 1990 arbeitete sie als Redakteurin zunächst für WDR 2 und WDR 5, ehe sie 1997 Hörfunk-Korrespondentin im WDR-Hauptstadtstudio Bonn wurde. 
Von 1999 bis 2009 arbeitete sie als Wellenchefin des Radioprogramms Funkhaus Europa und wurde anschließend Chefredakteurin der Hörfunk-Landesprogramme des WDR. Hier war sie zuständig für die Programmentwicklung der multimedialen Studios in Nordrhein-Westfalen und die Entwicklung crossmedialer Arbeitsweisen. Später wurde Teichmann Hörfunk-Chefredakteurin, ab Januar 2020 leitete sie zusätzlich das Programm von WDR 5 und koordinierte im Rahmen des ARD-Vorsitzes des WDR die Hörfunk-Informationsprogramme der ARD-Landesrundfunkanstalten.
Am 1. April 2021 wurde Teichmann in der Nachfolge von Andreas-Peter Weber Programmdirektorin des Deutschlandradios.
Teichmann ist seit 1990 mit Jörg Schönenborn verheiratet, dem Programmdirektor Information, Fiktion und Unterhaltung des WDR. Beide lernten sich während ihres Studiums in Dortmund kennen. Das Paar lebt in Hilden.